# Ukraiinske, Talalaiivka
Ukraiinske (în ucraineană Українське) este localitatea de reședință a comunei Ukraiinske din raionul Talalaiivka, regiunea Cernihiv, Ucraina.

## Demografie
Componența lingvistică a localității Ukraiinske
     Ucraineană (97,76%)
     Rusă (2,09%)
     Alte limbi (0,15%)
Conform recensământului din 2001, majoritatea populației localității Ukraiinske era vorbitoare de ucraineană (97,76%), existând în minoritate și vorbitori de rusă (2,09%).